# 阿部陽一
阿部 陽一（あべ よういち、1960年7月22日 -）は、日本の小説家。

## 来歴
徳島県生まれ。学習院大学法学部卒。日本経済新聞社に入社後、整理部、雑誌出版部などに勤務。
1989年に『クレムリンの道化師』で第35回江戸川乱歩賞最終候補作となる。この作品はソ連を舞台としたスパイ小説で作中に一人も日本人が登場しないというものだった。翌1990年に再び国際謀略小説（日本人は総理大臣のみ登場させている）である『フェニックスの弔鐘』を江戸川乱歩賞に送り、受賞を果たす。

## 著作
- 『フェニックスの弔鐘』（講談社） 1990.9、のち文庫
- 『水晶の夜から来たスパイ』（講談社） 1991.11、のち文庫 - ドイツ統一を題材にした小説
- 『競作 五十円玉二十枚の謎』（有栖川有栖, 黒崎緑など共著、東京創元社） 1993.1、のち文庫
- 『乱歩賞作家 青の謎』（藤原伊織, 渡辺容子, 池井戸潤, 不知火京介共著、講談社） 2004.8、のち文庫